# Macrolobium
Macrolobium är ett släkte av ärtväxter. Macrolobium ingår i familjen ärtväxter.

## Bildgalleri

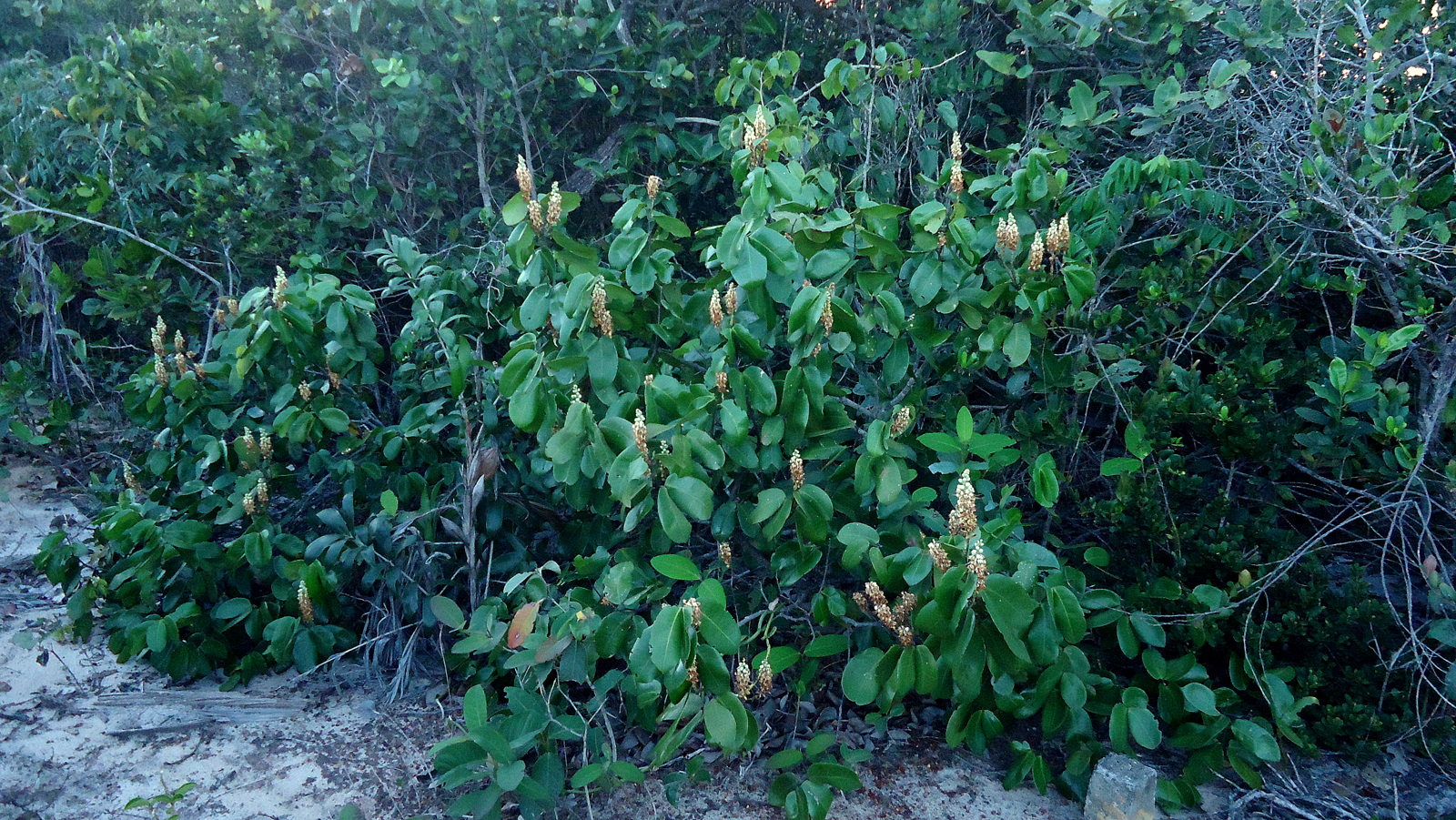
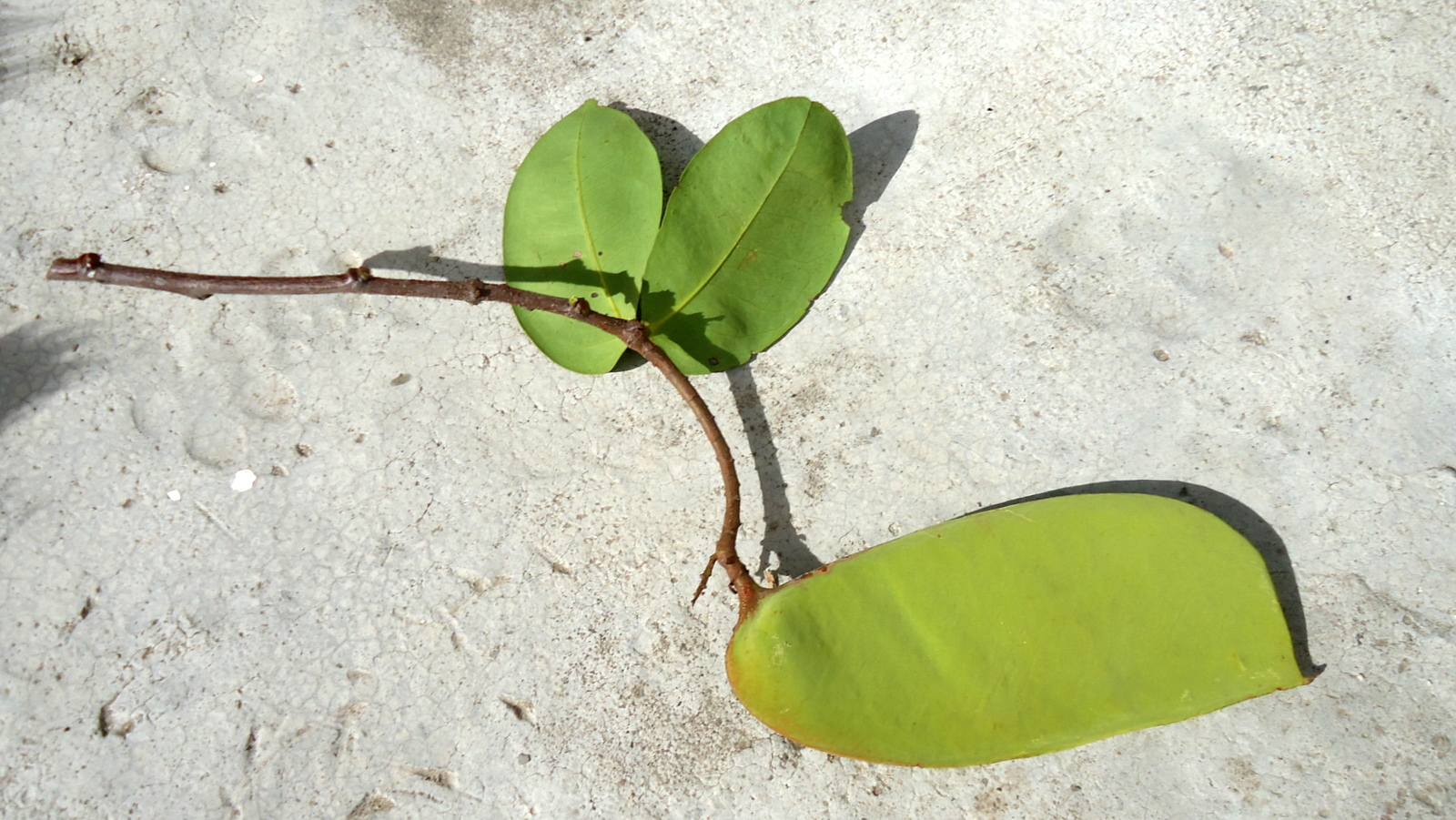
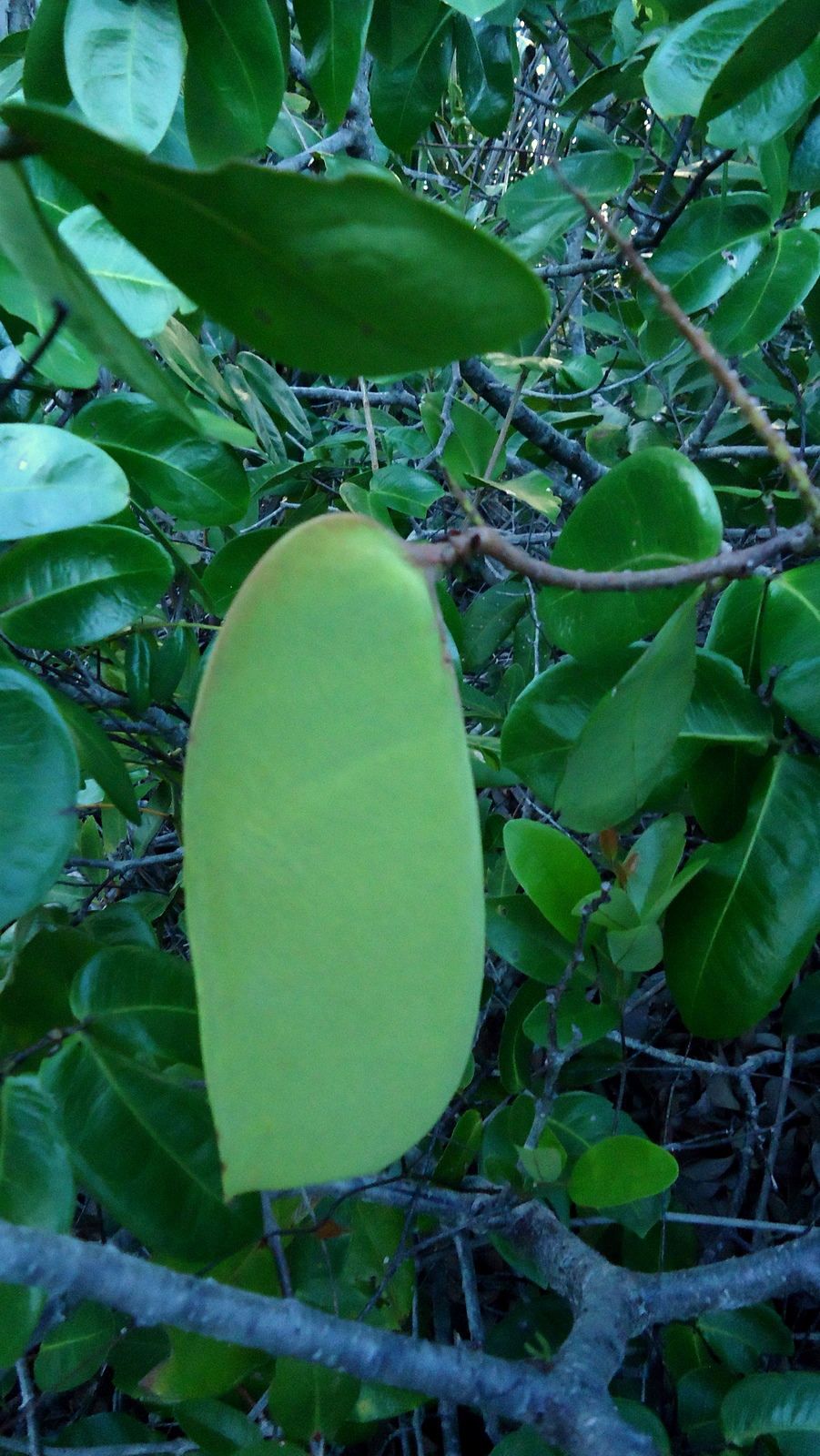
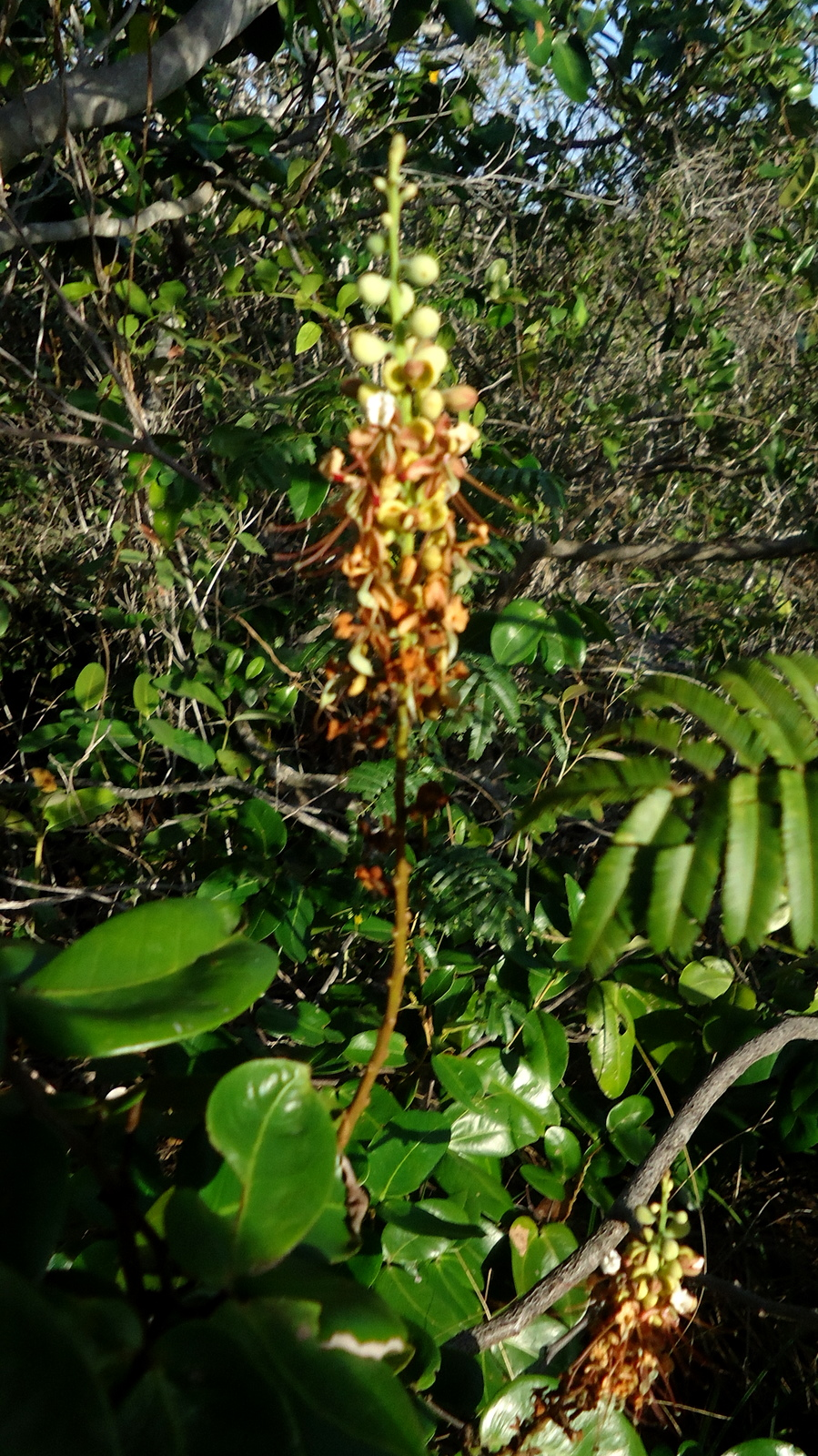
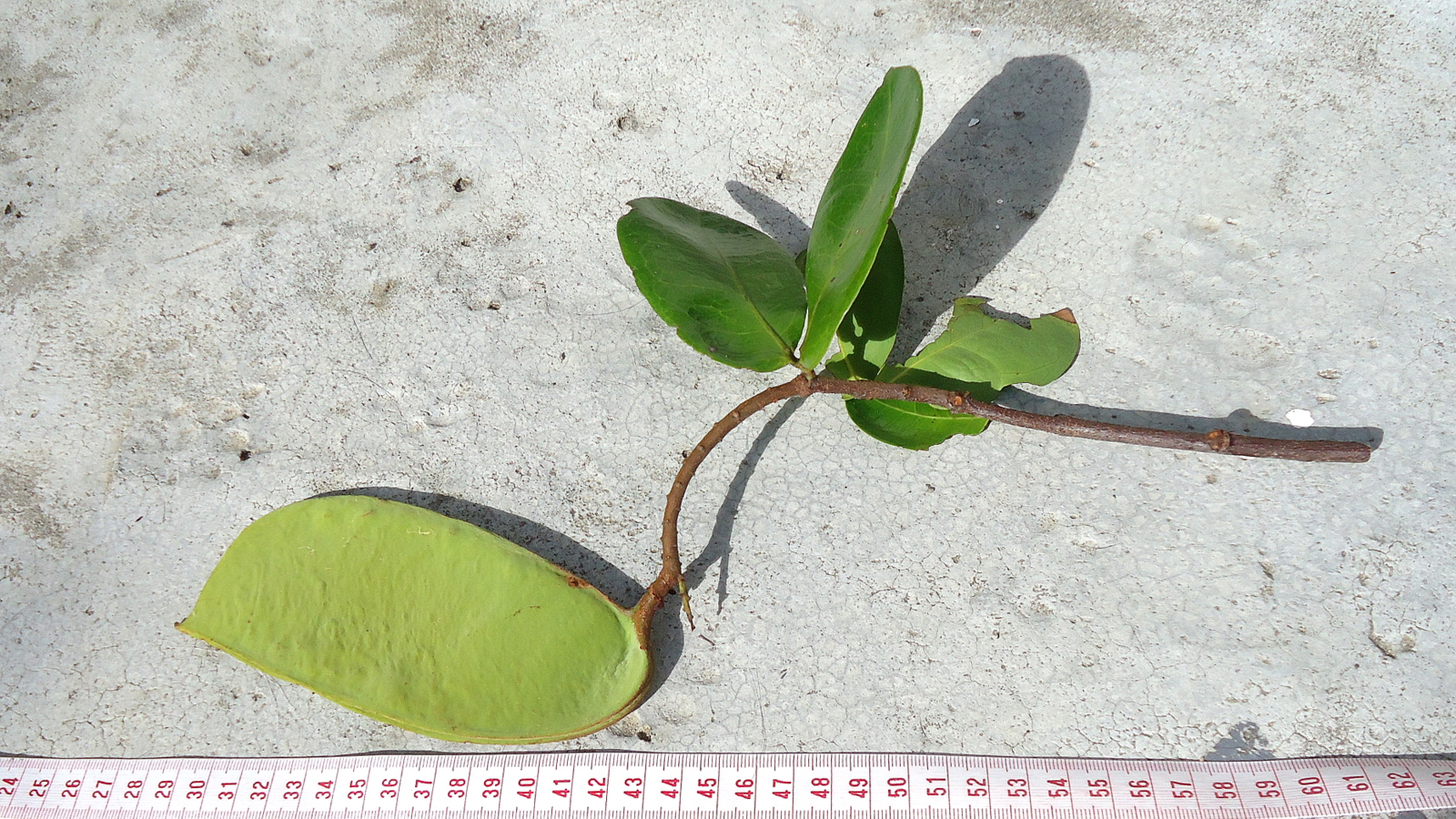
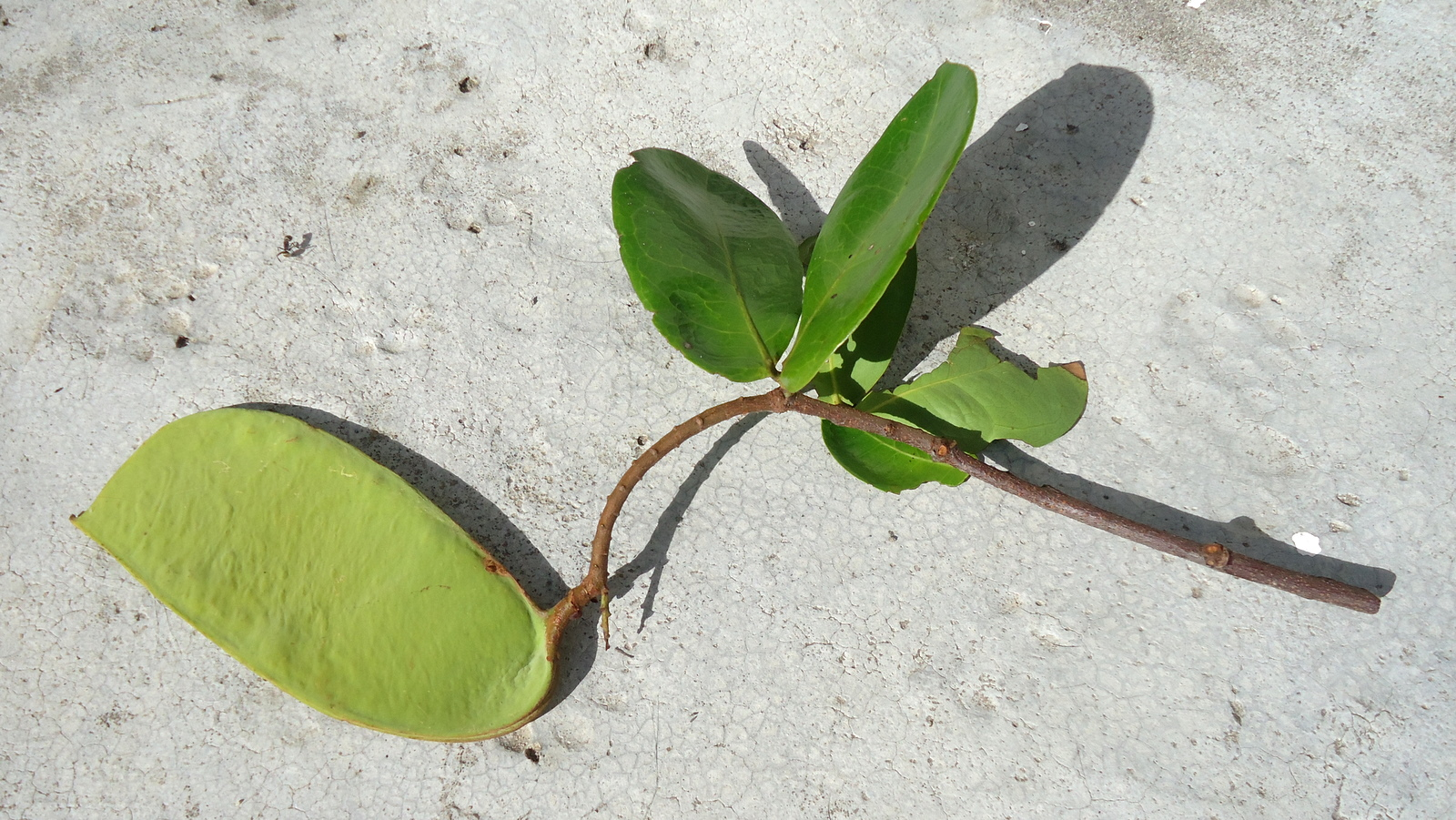

## Dottertaxa tillMacrolobium, i alfabetisk ordning[1]
- Macrolobium acaciifolium
- Macrolobium acrothamnos
- Macrolobium amplexans
- Macrolobium angustifolium
- Macrolobium anomalum
- Macrolobium archeri
- Macrolobium arenarium
- Macrolobium bifolium
- Macrolobium brevense
- Macrolobium campestre
- Macrolobium canaliculatum
- Macrolobium cataractarum
- Macrolobium colombianum
- Macrolobium conjunctum
- Macrolobium costaricense
- Macrolobium crassifolium
- Macrolobium defloccatum
- Macrolobium discolor
- Macrolobium dressleri
- Macrolobium duckeanum
- Macrolobium evenulosum
- Macrolobium exfoliatum
- Macrolobium extensum
- Macrolobium flexuosum
- Macrolobium floridum
- Macrolobium foldatsii
- Macrolobium froesii
- Macrolobium furcatum
- Macrolobium gracile
- Macrolobium guianense
- Macrolobium hartshornii
- Macrolobium herrerae
- Macrolobium huberianum
- Macrolobium ischnocalyx
- Macrolobium jenmanii
- Macrolobium klugii
- Macrolobium latifolium
- Macrolobium limbatum
- Macrolobium longeracemosum
- Macrolobium longipedicellatum
- Macrolobium longipes
- Macrolobium machaerioides
- Macrolobium microcalyx
- Macrolobium modicopetalum
- Macrolobium molle
- Macrolobium montanum
- Macrolobium multijugum
- Macrolobium obtusum
- Macrolobium palustre
- Macrolobium parvifolium
- Macrolobium pendulum
- Macrolobium pittieri
- Macrolobium punctatum
- Macrolobium retusum
- Macrolobium rigidum
- Macrolobium rubrum
- Macrolobium savannarum
- Macrolobium schinifolium
- Macrolobium spectabile
- Macrolobium stenocladum
- Macrolobium stenopetalum
- Macrolobium stenosiphon
- Macrolobium steyermarkii
- Macrolobium suaveolens
- Macrolobium taxifolium
- Macrolobium taylorii
- Macrolobium trinitense
- Macrolobium unifoliolatum
- Macrolobium urupaense
- Macrolobium venulosum
- Macrolobium wurdackii